# Mario Berti
Mario Berti, italijanski general, * 1881, † 1960.